# Лексикографическое произведение графов

Лексикографическое произведение графов.

Лексикографическое произведение или суперпозиция графов — конструкция графа по данным двум.
Если связи рёбер в двух графах являются отношениями порядка, то связь рёбер в их лексикографическом произведении является соответствующим лексикографическим порядком — отсюда название.
Лексикографическое произведение первым изучал Феликс Хаусдорф.

## Определение
{\displaystyle G\cdot H} графов G и H — это граф, такой, что
- Множество вершин графа {\displaystyle G\cdot H} есть {\displaystyle V(G)\times V(H)}; то есть прямое произведение множеств вершин графов {\displaystyle G} и {\displaystyle H}.
- Любые две вершины (u,v) и (x,y) смежны в {\displaystyle G\cdot H} тогда и только тогда, когда либо u смежна x в G, либо  {\displaystyle u=x} и v смежна y в H.

## Свойства
- Лексикографическое произведение в общем случае не коммутативно: {\displaystyle G\cdot H\neq H\cdot G}. Однако оно удовлетворяет дистрибутивному закону для дизъюнктного объединения: {\displaystyle (A+B)\cdot C=A\cdot C+B\cdot C}.

- Для дополнений выполняется: {\displaystyle \mathrm {C} (G\cdot H)=\mathrm {C} (G)\cdot \mathrm {C} (H)}.

- Число независимости лексикографического произведения можно легко вычислить из его сомножителей [2]:
{\displaystyle \alpha (G\cdot H)=\alpha (G)\alpha (H)}.

- Кликовое число лексикографического произведения мультипликативно:
{\displaystyle \omega (G\cdot H)=\omega (G)\omega (H)}.

- Хроматическое число лексикографического произведения равно b-кратному хроматическому числу графа G для b, равному хроматическому числу H:
{\displaystyle \chi (G\cdot H)=\chi _{b}(G)}, где {\displaystyle b=\chi (H)}.

- Лексикографическое произведение двух графов является совершенным графом тогда и только тогда, когда оба множителя совершенны[3].

- Задача распознавания, является ли граф лексикографическим произведением по сложности эквивалентна задаче об изоморфизме графов[англ.].[4]